# Водоснабжение

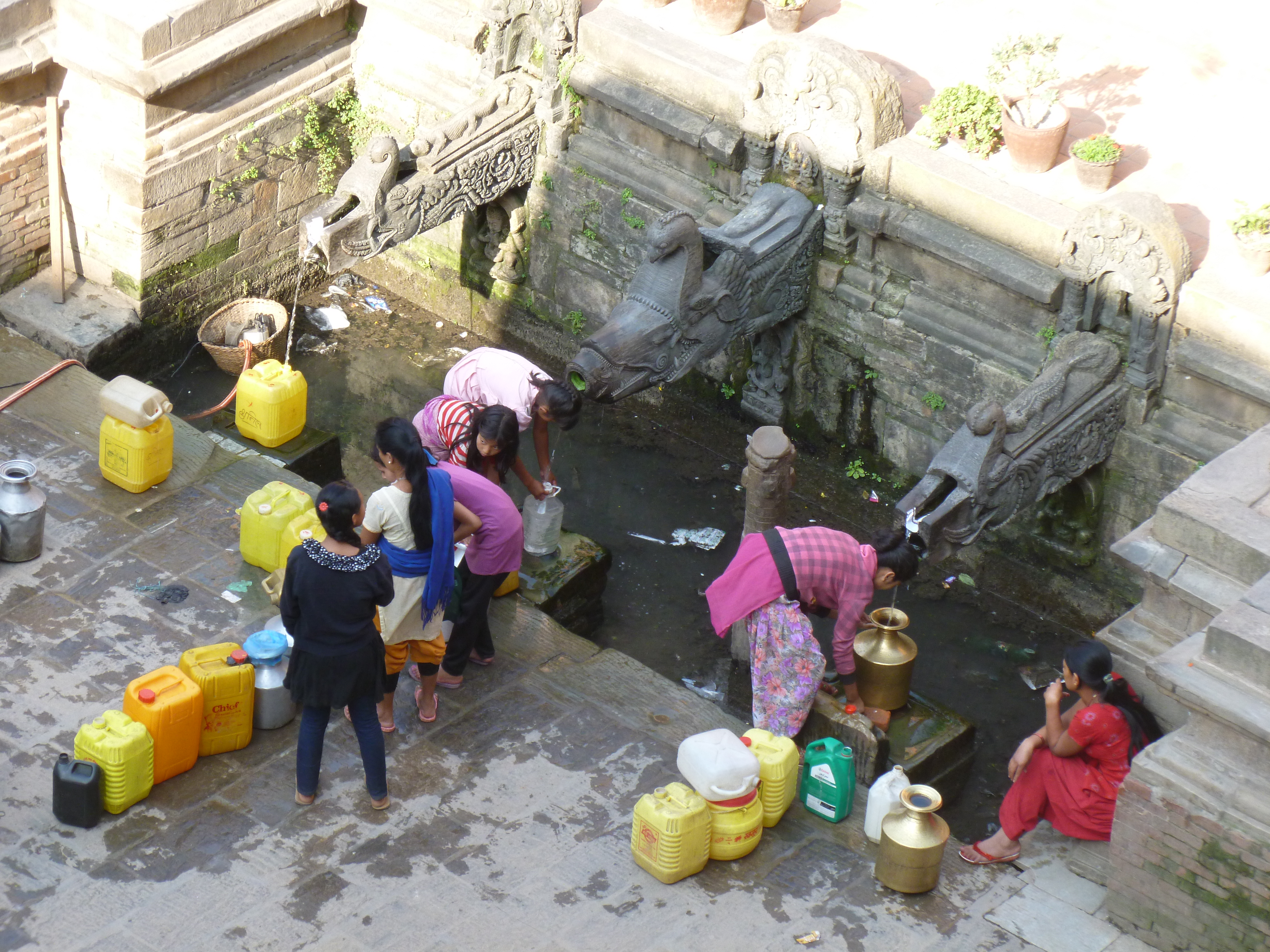
Жители Лалитпура (Непал) набирают воду.

Водоснабже́ние — подача поверхностных или подземных вод потребителям в требуемом количестве и в соответствии с целевыми показателями качества воды в водных объектах. Инженерные сооружения, предназначенные для решения задач водоснабжения, называют системой водоснабжения, или водопроводом.

## История

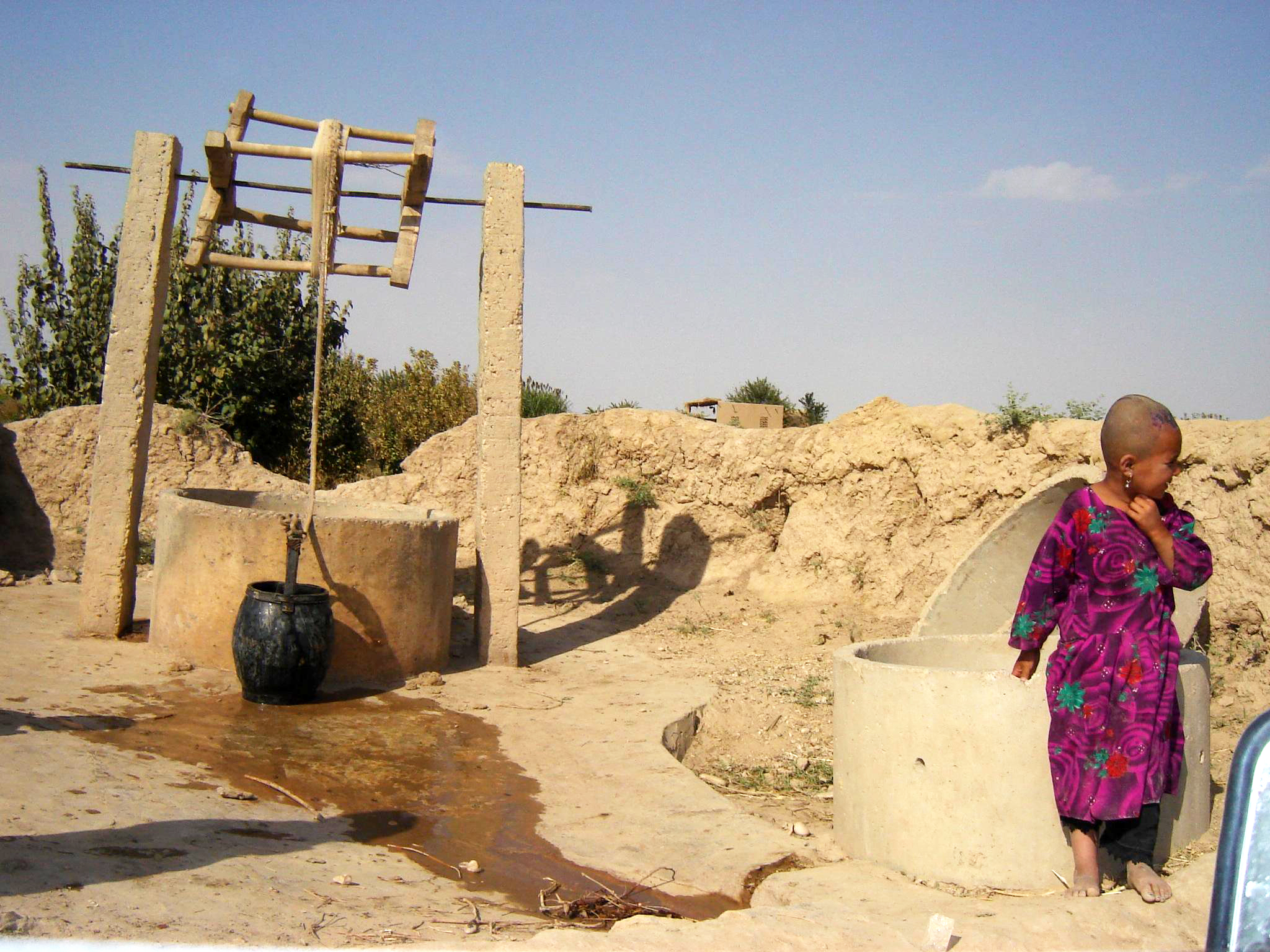
Колодец в деревне провинции Фарьяб, Афганистан

С древности люди селились там, где есть питьевая вода. Первые колодцы появились в III тысячелетии до н. э. В Древнем Египте уже использовались простейшие механизмы для подъема воды из колодцев, там были изобретены и широко использовались нории, применяемые для орошения.

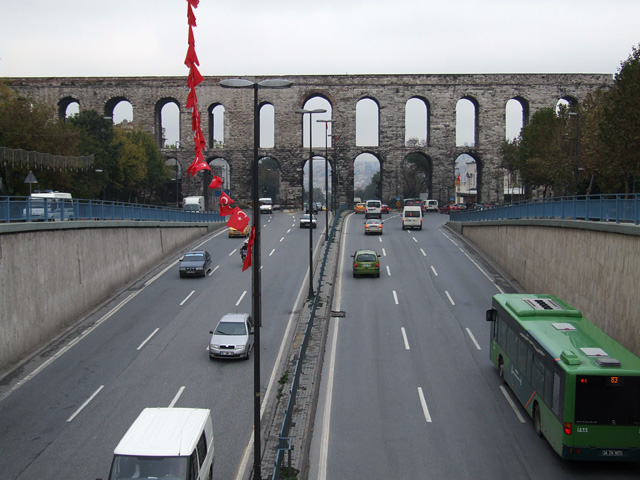
Акведук Валента в Стамбуле

Поликрат в VI веке до н.э. построил на острове Самос водопровод, по которому шла родниковая вода, в его состав входил тоннель протяжением более 1000 метров. В древнегреческом Пергаме был сооружен водопровод из свинцовых труб, в котором использовалось изобретение механика Ктезибия. Древние Афины в период их расцвета, когда их население достигло 200 тыс. человек, имели 18 водопроводов, по которым вода шла в город с гор. Но самая передовая система водоснабжения древности была создана в Древнем Риме. Первый водопровод для снабжения римской столицы, Aqua Appia, был открыт в 312 году до н.э. К концу III века н.э. число водопроводов, снабжавших водой Рим, достигло 11. Остатки обширных сооружений, строившихся римлянами для снабжения водой городов в покоренных провинциях, сохранились у Арля, Авиньона, Аркёя, Стамбула, Лиона, Майнца, Нима и Трира. Римские водопроводы пересекали большие долины с помощью акведуков. 

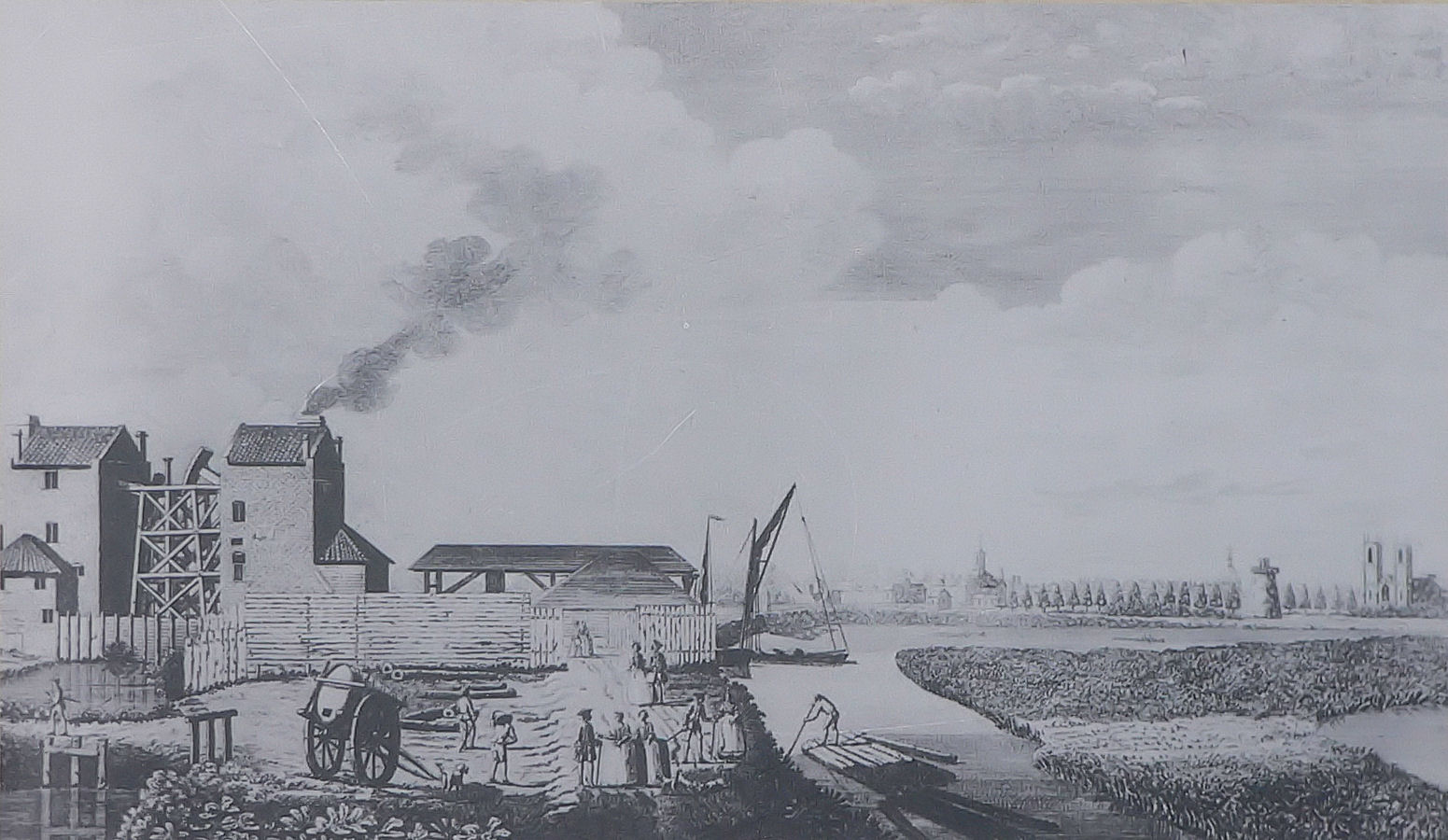
Паровая водоподъемная станция в Челси (Лондон), 1752 год

В Средние века большинство древнеримских водопроводов были запущены и развалились. Потребности городов удовлетворялись из колодцев, вырытых внутри городских стен. Первые сведения о создании водопроводов в средневековых городах Европы относятся к XII-XIII векам. Однако их сооружение не поспевало за ростом населения городов, что способствовало эпидемиям. В 1623 году в Париже начал действовать акведук Медичи, но основная масса населения города вплоть до начала XIX века пользовалась водой из Сены, куда также сливались нечистоты. С древности в городах воду в дома за плату доставляли водоносы.
Лишь изобретение паровых машин позволило применить для перекачивания воды плунжерные, а затем и центробежные насосы и перейти к устройству напорных водопроводов. В XIX веке в городах Европы стали сооружаться обширные системы водопроводов и появились системы очистки воды. На очистных станциях сначала применялось отстаивание с фильтрованием, затем стал применяться метод коагулирования. В домах горожан стали появляться водоразборные краны, умывальники, души и ванные, но лишь во второй половине XIX века стали строиться водопроводы, которые могли доставлять воду жителям самых верхних этажей. На рубеже XIX и XX веков происходил переход к снабжению городов очищенной и обеззараженной водой из рек и озер. В Европе преобладал метод озонирования воды, в США и России получило наибольшее распространение хлорирование.

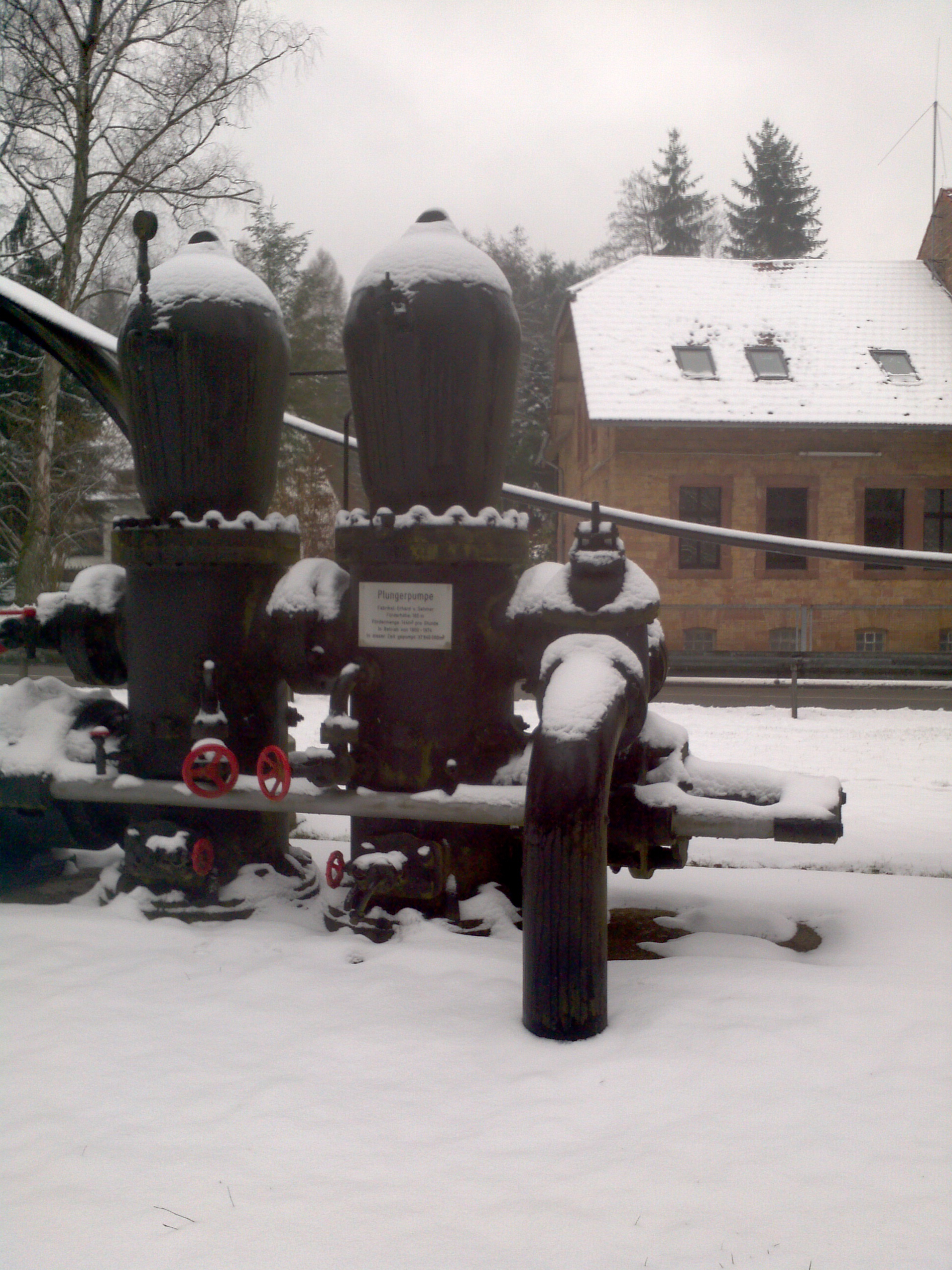
Плунжерный насос водонасосной станции (Германия)

## Цели водоснабжения
Вода расходуется различными потребителями на самые разнообразные нужды. Однако подавляющее большинство этих расходов может быть сведено к трем основным категориям:
- расход на хозяйственно-питьевые нужды (питье, приготовление пищи, умывание, стирка, поддержание чистоты жилищ, полив огородов, газонов и полей, и т. д.),
- расход на производственные нужды (расход предприятиями промышленности, транспорта, энергетики, сельского хозяйства и т. д.),
- расход для пожаротушения.

При подаче воды учитывают её качество, например, к питьевой воде предъявляются требования СанПиН 2.1.4.1074-01 «Питьевая вода. Гигиенические требования к качеству воды централизованных систем питьевого водоснабжения. Контроль качества». Для доведения качества воды до требуемых норм используют водоподготовку. При проектировании и эксплуатации систем водоснабжения также учитываются принятые нормы расхода воды потребителями.
При ведении боевых действий в засушливой и маловодной местности организация бесперебойного водоснабжения войск становится трудной, но важнейшей задачей, не уступающей по значимости снабжению боеприпасами или топливом.

## Источники водоснабжения

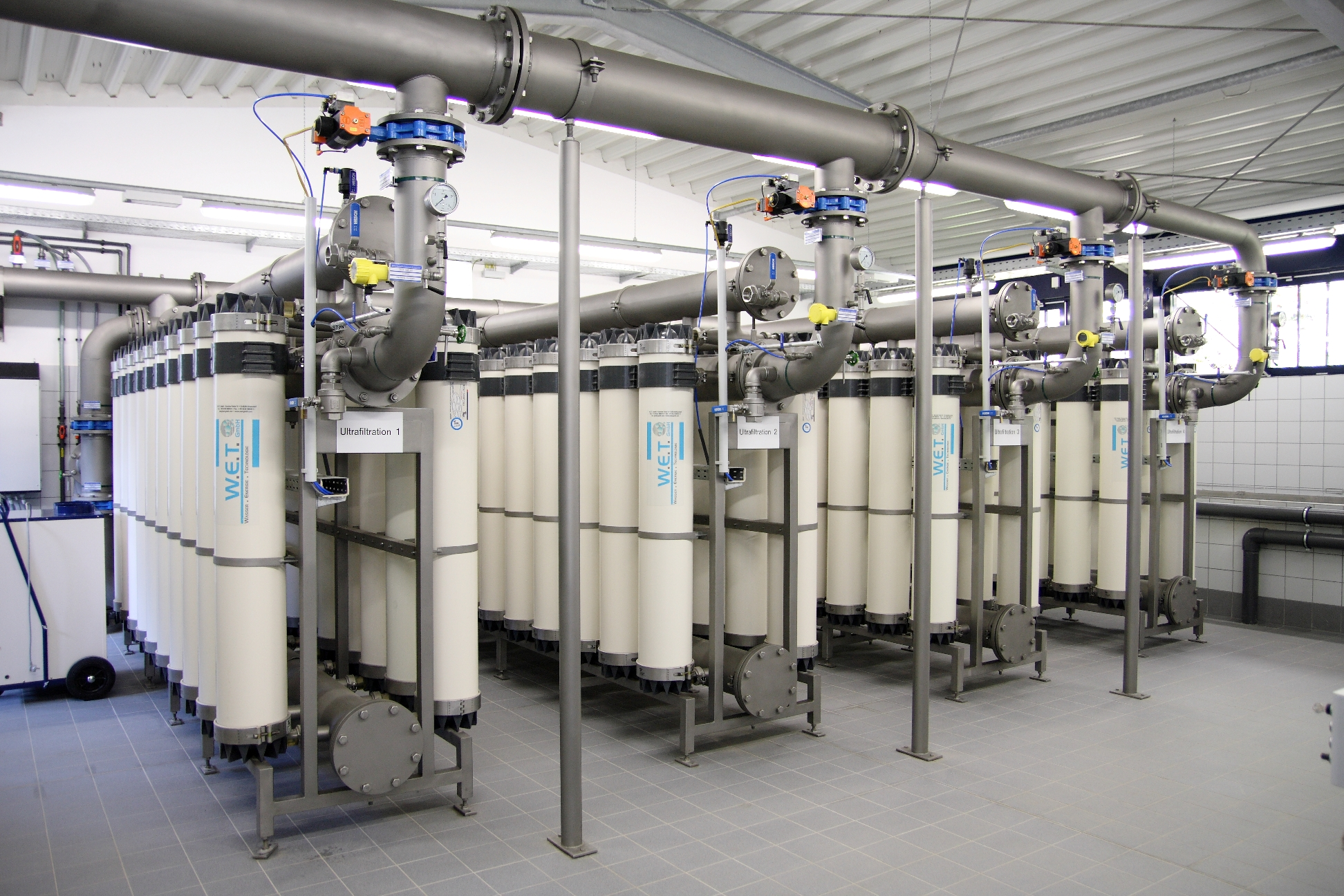
Очистка воды с помощью ультрафильтрации в Кульмбахе

### Основные элементы системы водоснабжения

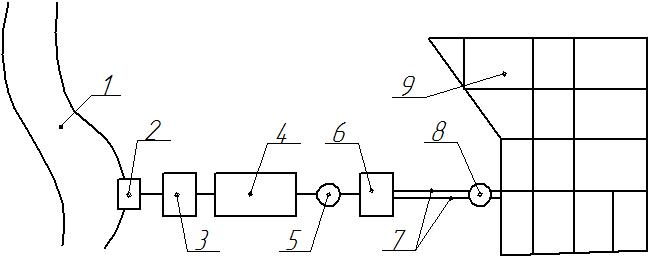
Принципиальная схема водоснабжения: 1 — источник водоснабжения, 2 — водоприемное сооружение, 3 — насосная станция I подъема, 4 — очистные сооружения, 5 — резервуар чистой воды, 6 — насосная станция II подъема, 7 — водоводы, 8 — водонапорная башня, 9 — водораспределяющая сеть

### Материалы и технологии

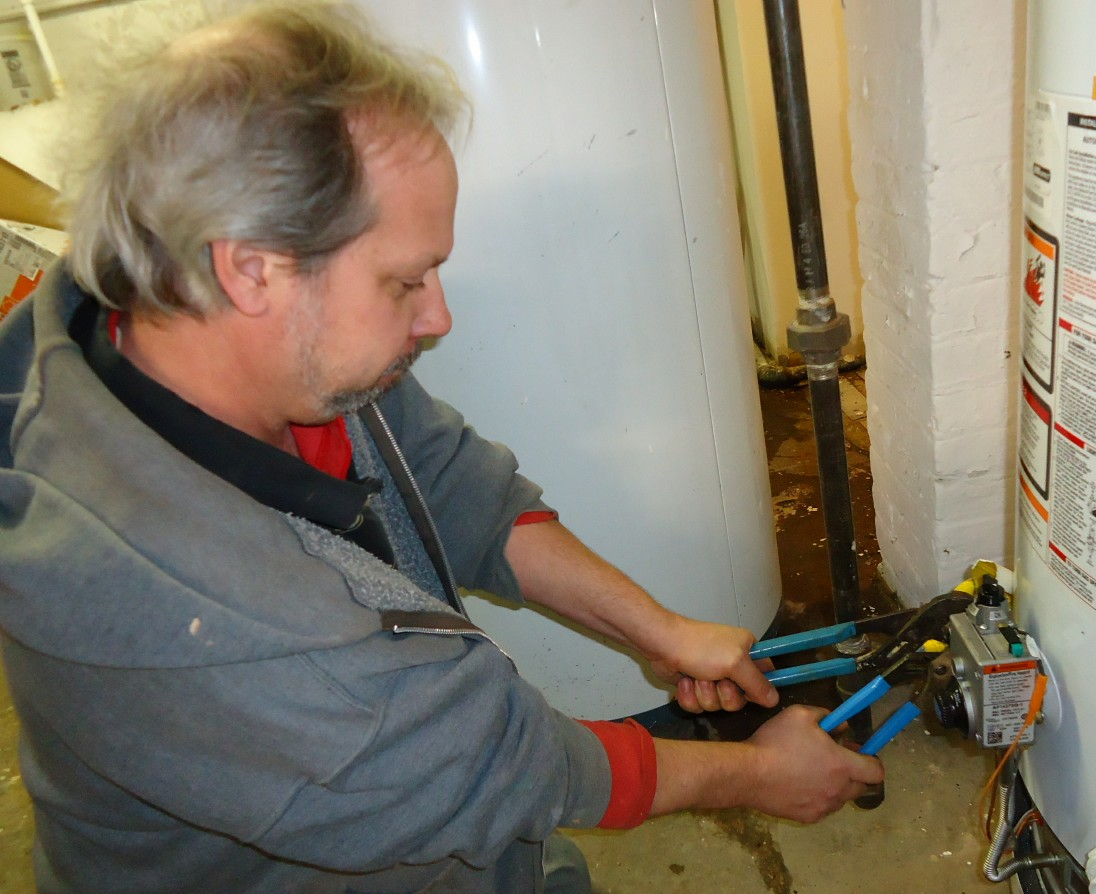
Слесарь-сантехник с помощью двух переставных клещей затягивает контргайку на стальном газопроводе.

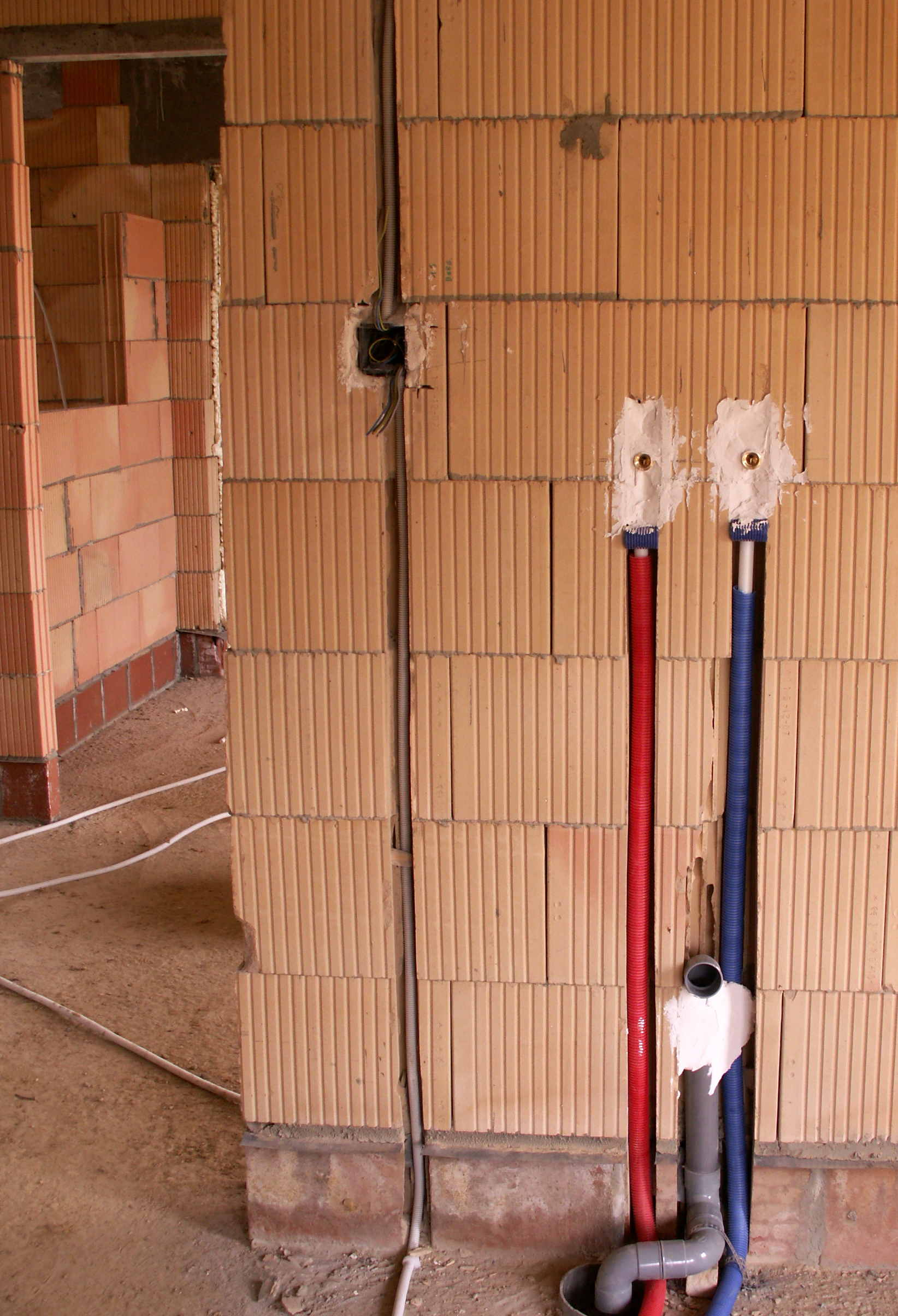
Обвязка раковины: Пластиковый горячий (красный), холодный (синий) и водоотведения (серый) трубопровод